# Castelplanio
Castelplanio (Castello nel dialetto locale)  è un comune italiano di 3 576 abitanti della provincia di Ancona nelle Marche.  

## Geografia fisica
Castelplanio sorge sulla riva sinistra del fiume Esino, sulla parte meno elevata di una collina estesa da nord a sud, a circa 305 m s.l.m.; si trova a circa 45 km da Ancona, a 30 km da Fabriano e a 15 km da Jesi, il centro limitrofo più importante. Alcune delle sue frazioni, Macine, Borgo Loreto e Pozzetto, sorgono invece nel fondovalle, a circa 125 m s.l.m. a poca distanza del fiume sul suo lato sinistro e sono attraversate da torrentelli che vi confluiscono (fosso del Maltempo o di Rosora a Macine, fosso Costaccino e fosso delle Lame a Borgo Loreto, torrente Fossato a Pozzetto).
Dal punto di vista geologico, la collina di Castelplanio è formata prevalentemente da arenaria del cenozoico, mentre il terreno pianeggiante presso il fiume, sedimentario, risale al periodo neozoico.
Dal punto di vista urbanistico, il capoluogo Castelplanio gravita attorno al paese medievale, detto Castello anche se delle fortificazioni originali rimangono soltanto delle tracce. La via principale (viale Don Minzoni / via Gramsci) attraversa Castelplanio seguendo il crinale del colle, salendo a nord-est verso il comune di Poggio San Marcello e scendendo invece a sud-ovest, dove prende il nome di via Giuncare, con diversi tornanti verso il fondovalle, finendo per confluire a Macine con la provinciale 76. Tale strada, l'antica via Clementina fatta costruire da papa Clemente XII, è anche l'asse sul quale Macine, Borgo Loreto e Pozzetto sono collocati. Piagge invece si trova su un colle più ad est, ed è collegato al fondovalle con alcune vie impervie e difficoltose.

## Storia

### Epoca romana
Nonostante la Vallesina sia stata abitata sin dal periodo paleolitico, come dimostrano gli scavi a Jesi e a Serra San Quirico, nel territorio dell'attuale comune di Castelplanio i ritrovamenti più antichi sono vasellami di origine romana, a Macine, e resti di un insediamento sempre romano a Borgo Loreto. Più a monte, lungo la strada Carrozze Vaccili (vicino alla Fonte del Saletto) sono rinvenuti dei mosaici e resti di una Villa romana. Ma il ritrovamento sicuramente più importante è quello di un'epigrafe romana, firmata da un ricco possidente della città di Ostra antica, Quinto Precio Proculo, ora collocata nel palazzo comunale di Castelplanio (questa è la seconda lapide di dimensioni minori, mentre l'altra, di dimensioni maggiori è posta nell'androne d'ingresso alla Casa parrocchiale di Ostra).
La storia dell'abitato di Castelplanio, così come l'origine del suo nome, secondo la leggenda (suffragata da alcuni studiosi) si lega a quella della città romana di Planina, nel territorio dell'attuale comune di Monte Roberto. Gli abitanti di Planina, fuggendo dall'invasione dei Visigoti nel V secolo, ricostruirono la loro città sull'altra sponda del fiume, in località elevata e facilmente difendibile, portando con sé il toponimo.

### Dal Medioevo al Settecento
Al di là della leggenda, le fonti storiche parlano di Castra Plani per la prima volta solo nel 1283, in un codice che elencava i castelli dipendenti dalla città di Jesi. Probabilmente l'origine dell'insediamento si lega alla presenza di un'abbazia benedettina, San Benedetto de' Frondigliosi, conosciuta già nel 1199, anche se il citato codice elenca Castra Plani e Villa di San Benedetto separatamente ancora nel XIV secolo.
La frazione di Macine prende il nome dall'antica attività estrattiva delle pietre da mulino: precedentemente veniva chiamata anche contrada la Moja, dal nome locale degli acquitrini che il fiume Esino formava nella zona. Vedi anche contada Cannegge.
Borgo Loreto nasce col nome di Osteria o Hostaria come stazione di posta per il cambio dei cavalli sulla via Ancona-Roma, probabilmente attorno al XIII secolo, anche se la contrada viene menzionata solo due secoli dopo nei registri catastali di Jesi. All'inizio del XVII secolo venne costruita la chiesa della Maria Santissima di Loreto, in onore della quale, a metà del XIX secolo, la contrada venne rinominata nell'attuale Borgo Loreto.
All'inizio del XV secolo i castelli di Jesi, tra cui Castelplanio, erano in mano ai Malatesta di Rimini, ma nel 1433 la signoria passò a Francesco Sforza; nel 1447 le truppe pontificie di Niccolò Piccinino riportarono il territorio sotto lo Stato della Chiesa, dopo aver praticamente raso al suolo il paese. I lavori ricostruttivi dell'abitato e del castello durarono quasi trent'anni.
Nel Cinquecento il territorio finì nelle mire di Cesare Borgia, inviato da suo padre Papa Alessandro VI per spodestare i signori locali e rinsaldare lo Stato della Chiesa. Il Borgia riuscì nel suo intento ma la morte del papa e l'ascesa al soglio di Pietro di Giulio II, suo acerrimo nemico, ne decretò l'arresto e la fine del suo dominio. Pochi anni dopo, nel 1517, la Vallesina fu nuovamente assediata e devastata, stavolta dalle truppe di Francesco Maria I della Rovere, in lotta col papato per l'egemonia sul Ducato d'Urbino.
Nel resto nel secolo, così come in quello successivo, Castelplanio visse in relativa tranquillità le vicende dello Stato della Chiesa: nessuna guerra interessò la Vallesina, se non indirettamente, come la guerra tra Papa Urbano VIII e il Ducato di Parma retto da Odoardo Farnese, nel 1641, per il possesso del Ducato di Castro. I veri nemici, durante questo periodo, furono le numerose carestie che interessarono la valle e le varie epidemie di peste.
Nel Settecento Castelplanio visse piuttosto passivamente il passaggio degli eserciti stranieri (austriaci, napoletani, spagnoli) che si combatterono nelle diverse guerre del periodo – Guerre di successione spagnola, polacca, austriaca – e l'evento sicuramente più significativo fu il terremoto del 24 aprile 1741, che danneggiò gravemente tutto l'abitato ma miracolosamente non fece vittime: il popolo castelplanese decise così di elevare il santo del giorno, San Giuseppe, a patrono della città.
Durante il secolo le gravi epidemie che avevano funestato i 200 anni precedenti cessarono, ma non si può dire lo stesso per le carestie: tra il 1716 e il 1764 se ne contarono cinque.

### Dall'Ottocento ai giorni nostri
La fine del secolo fu molto più turbolenta: le truppe francesi di Napoleone Bonaparte entrarono a Jesi il 10 febbraio 1797 e tutti i castelli, compresa Castelplanio, dovettero giurare fedeltà alla neonata Repubblica Anconitana, sotto la protezione francese: di lì ad un anno, tutto lo Stato della Chiesa venne occupato da Napoleone che creò la Repubblica Romana, incorporando quindi anche i territori della Repubblica Anconitana. Il territorio di Castelplanio venne a trovarsi nel dipartimento del Metauro, aggregato al cantone di Montecarotto che lo sottraeva così, dopo più di cinque secoli, alle ingerenze della città di Jesi. Nel maggio del 1799 scoppiò una rivolta in tutta la Repubblica Romana, che venne soffocata dai francesi nel sangue: dopo quasi tre secoli, dall'epoca di Francesco Maria I della Rovere, Castelplanio venne a trovarsi nel mezzo di una guerra.
Soltanto nel novembre dello stesso anno l'esercito austro-russo, comandato dal generale Windisch-Graetz, costrinse alla resa i francesi: leggenda vuole che i vincisgrassi, il piatto principe delle tavole marchigiane, derivino il loro nome proprio dal generale austriaco, salutato all'epoca come liberatore, anche se un libro del 1784, Il cuoco maceratese di Antonio Nebbia, descriveva già una ricetta della "Salsa per princisgras".
Jesi e il suo contado ritornarono comunque allo status quo ante già ad agosto del 1799, quando i francesi si asserragliarono in Ancona: la nuova amministrazione venne chiamata Cesarea Regia Provvisoria Reggenza di Jesi, sotto la bandiera austriaca. Già nel 1800, però, il territorio venne riportato sotto lo Stato Pontificio.
Nel 1808 le Marche furono unite al Regno d'Italia: in pratica, ritornavano sotto l'egemonia francese. L'anno seguente Napoleone annesse lo Stato Pontificio e deportò papa Pio VII.
Il Congresso di Vienna, nel 1815, sancì la Restaurazione e quindi anche lo scioglimento del Regno italico e la ricostituzione dello Stato della Chiesa: per un evento di rilievo bisognò aspettare il 1849, quando i moti popolari contro papa Pio IX portarono alla sua estromissione e alla creazione della Seconda Repubblica Romana. Ai lavori della costituente partecipò anche un cittadino castelplanese, Vincenzo Sabatucci.
L'altro evento di rilievo del XIX secolo fu ovviamente la battaglia di Castelfidardo che nel 1860 sancì l'ingresso delle Marche e di Castelplanio nel Regno d'Italia.

### Simboli
Lo stemma e il gonfalone sono stati concessi con DPR dell'8 settembre 1967.
Il gonfalone è un drappo partito di azzurro e di rosso.

## Monumenti e luoghi d'interesse
- Abbazia di San Benedetto de' Frondigliosi[12] fondata prima del 1200. Della costruzione originale rimangono una parte del chiostro e la loggia in stile romanico. Il resto è frutto di restauri ed espansioni successive, in particolare tra i secoli XV e XVIII ad opera di Tommaso Ghislieri, vescovo di Jesi dal 1464 al 1505, e di Camillo Borghese, vescovo di Jesi dal 1597 al 1599, divenuto poi papa Paolo V. All'interno, tele ed affreschi del Cinquecento.
- il palazzo comunale, Palazzo Fossa-Mancini, sede della Civica raccolta d'arte, storia e cultura.
- parte del Castello, del quale rimangono due torrioni e alcuni tratti della base scarpata.
- Chiesa di Sant'Anna, nella frazione Piagge
- Chiesa del Santissimo Crocifisso, che contiene un crocifisso ligneo di Pierdomenico Nofrisci detto il Barnaro, del 1639, e un organo del 1700.
- Sentiero del Granchio Nero, percorso naturalistico che da Macine, seguendo il fosso del Maltempo, giunge fino al capoluogo. Così chiamato per via di un endemismo che popola questa zona.
- la Fonte Vecchia. È un'antica fonte databile attorno al 1300 e viene menzionata dallo storico Giuseppe Colucci nel 1793, nel libro XXI delle Antichità Picene «prossima a Terrazzani si novera quella che rimane sulla principale strada del luogo medesimo posta a Mezzogiorno denominata Fontevecchia, la quale esisteva nel secolo XV in tempo dell'infrascritto Capitano eletto da Majolati, e che leggesi trascritto sopra la detta fontana TEPRE CAPITANEATUS BERARDIN BLASII DE MAIOLETO»
- la Torre. (che dà il nome all'antica via e/o strada dov'è situata). Nei pressi di Castelplanio si trova una torre romanica, o meglio ciò che resta di essa, di cui l'Annibaldi dice: «Tra il fiume e Castelplanio si vede ancora un mozzo di torre antica, che forse vi fu costruita come vedetta sugli approcci dei nemici verso la sottoposta strada Flaminia. La torre ha pianta quadrata ed è costruita con blocchetti di pietra non squadrati. Doveva essere ben più elevata (un terremoto del XVIII secolo fece crollare la sommità) e suddivisa in vari piani sovrapposti, come dimostra l'esistenza di una volta a botte nel piano inferiore. La pusterla era ad una certa altezza da terra e le aperture (finestrine e feritoie) scarse. Nel lato occidentale un notevole squarcio fa presagire una ulteriore rovina».
- Museo Carlo Urbani. Dedicato al celebre medico e microbiologo, ivi nato, che fu il primo a identificare e classificare la SARS; al centro di un'epidemia scoppiata in oriente nei primi anni duemila, di cui cadde vittima egli stesso.

## Società

### Evoluzione demografica
Abitanti censiti

Il comune è diviso in cinque frazioni: Castelplanio (detto anche Castelplanio Paese), Macine (detto anche Castelplanio Stazione), Borgo Loreto, Pozzetto e Piagge. Al censimento del 2001, la maggioranza della popolazione (circa il 58%, 1 850 abitanti), risulta abitare nell'agglomerato di Macine-Borgo Loreto; il capoluogo conta 500 abitanti, la frazione di Pozzetto circa 300, mentre solo 11 abitanti risultano a Piagge (il resto degli abitanti, circa 500 persone, secondo il censimento si trovano in case sparse).

## Cultura
- Sagra della crescia sul panàro, a cadenza annuale ogni luglio/agosto. Una delle sagre più longeve della Vallesina, dal 1977 è un appuntamento per degustare la crescia di polenta cotta sul panàro (disco di metallo arroventato sulle braci), tipico piatto contadino della tradizione. Per l'occasione vengono aperte le cantine di degustazione del vino Verdicchio, e vengono allestiti stand d'artigianato locale.
- Castelplanio è uno dei maggiori centri italiani per il tradizionale ed antico gioco della ruzzola, detto anche gioco del formaggio. A Castelplanio una via è ufficialmente intitolata "via Gioco del Formaggio" a sancire questa tradizione.
- Tradizionale lancio del pallone. Oggi di norma avviene la seconda domenica di settembre.

## Economia
L'economia castelplanese è storicamente legata all'agricoltura. Anche l'industrializzazione iniziata negli anni sessanta-settanta ha carattere prevalentemente agricolo: le maggiori aziende del comune si occupano di viticoltura e vinificazione del Verdicchio dei Castelli di Jesi, il vino principe della zona, a Macine; di allevamento e trasformazione del pollame a Borgo Loreto. Più recentemente, nel territorio di Pozzetto si è sviluppata una piccola zona industriale con imprese di artigianato del mobile e simili.

## Amministrazione
| Periodo        | Periodo        | Primo cittadino          | Partito                | Carica                  | Note   |
| -------------- | -------------- | ------------------------ | ---------------------- | ----------------------- | ------ |
| 1861           | 1869           | Gustavo Crescentini      |                        | Sindaco                 |        |
| 1869           | 1873           | Raffaele Lorenzetti      |                        | Sindaco                 |        |
| 1873           | 1885           | Luigi Ronchi             |                        | Sindaco                 |        |
| 1885           | 1898           | Francesco Zucchi         |                        | Sindaco                 |        |
| 1898           | 1902           | Nicola Chiorrini         |                        | Sindaco                 |        |
| 1902           | 1905           | Giacomo Ronchi           |                        | Sindaco                 |        |
| 1905           | 1908           | Nicola Chiorrini         |                        | Sindaco                 |        |
| 1908           | 1910           | Giacomo Ronchi           |                        | Sindaco                 |        |
| 1910           | 1911           | Gaetano Crescentini      |                        | Sindaco                 |        |
| 1911           | 1912           | Serafino Chiù            |                        | Sindaco                 |        |
| 1912           | 1913           | Ubaldo Marini            |                        | Sindaco                 |        |
| 1913           | 1914           | Carlo Fossa Mancini      |                        | Sindaco                 |        |
| 1914           | 1920           | Francesco Zucchi         |                        | Sindaco                 |        |
| 1920           | 1923           | Giuseppe Zucchi          | Socialista             | Sindaco                 |        |
| 1923           | 1924           | Umberto Urbani           | fascista               | Podestà                 |        |
| 1924           | 1931           | Mario Gianfranceschi     | fascista               | Podestà                 |        |
| 1931           | 1933           | Giovanni Chiorrini       | fascista               | Podestà                 |        |
| 1933           | 1935           | Antonio Fossa Margutti   | fascista               | Podestà                 |        |
| 1935           | 1942           | Ubaldo Urbani            | fascista               | Podestà                 |        |
| 1942           | 1944           | Giuseppe Boccoli         |                        | Commissario prefettizio |        |
| 1944           | 1945           | Giuseppe Ribichini       | Comitato Liberazione   | Sindaco                 |        |
| 1945           | 1945           | Aldo Ulissi              |                        | Sindaco                 |        |
| 1945           | 1946           | Arduino Bucciarelli      |                        | Sindaco                 |        |
| 1946           | 1956           | Tobia Ragazzoni          |                        | Sindaco                 |        |
| 1956           | 1964           | David Zingaretti         |                        | Sindaco                 |        |
| 1964           | 1968           | Brenno Bucciarelli       | DC - PSDI - PSI        | Sindaco                 |        |
| 1968           | 1970           | Maria Concetta Scaglione | DC - PSDI - PSI        | Sindaco                 |        |
| 1970           | 1980           | Nazzareno Bernardini     | PCI - PSI              | Sindaco                 |        |
| 1980           | 1985           | Silvio Cardinali         | PCI - PSI              | Sindaco                 |        |
| 1985           | 1993           | Mauro Ragaini            | PCI - PSI              | Sindaco                 |        |
| 1993           | 2004           | Fabio Badiali            | Il paese che vogliamo  | Sindaco                 |        |
| 2004           | 15 luglio 2013 | Luciano Pittori          | Centro Sinistra Unito  | Sindaco                 | [ 15 ] |
| 16 luglio 2013 | 25 maggio 2014 | Emore Costantini         |                        | Vice Sindaco            |        |
| 26 maggio 2014 | 26 maggio 2019 | Barbara Romualdi         | Rinnovato Impegno      | Sindaco                 |        |
| 27 maggio 2019 | 9 giugno 2024  | Fabio Badiali            | Uniti per Castelplanio | Sindaco                 |        |
| 10 giugno 2024 | in carica      | Giuseppe Montesi         | Uniti per Castelplanio | Sindaco                 |        |

## Sport

### Calcio
La squadra di calcio di Castelplanio si chiama Le Torri e i colori sociali sono il bianco, il rosso ed il blu, e la squadra disputa la Seconda Categoria marchigiana.